# Ginevra Bentivoglio

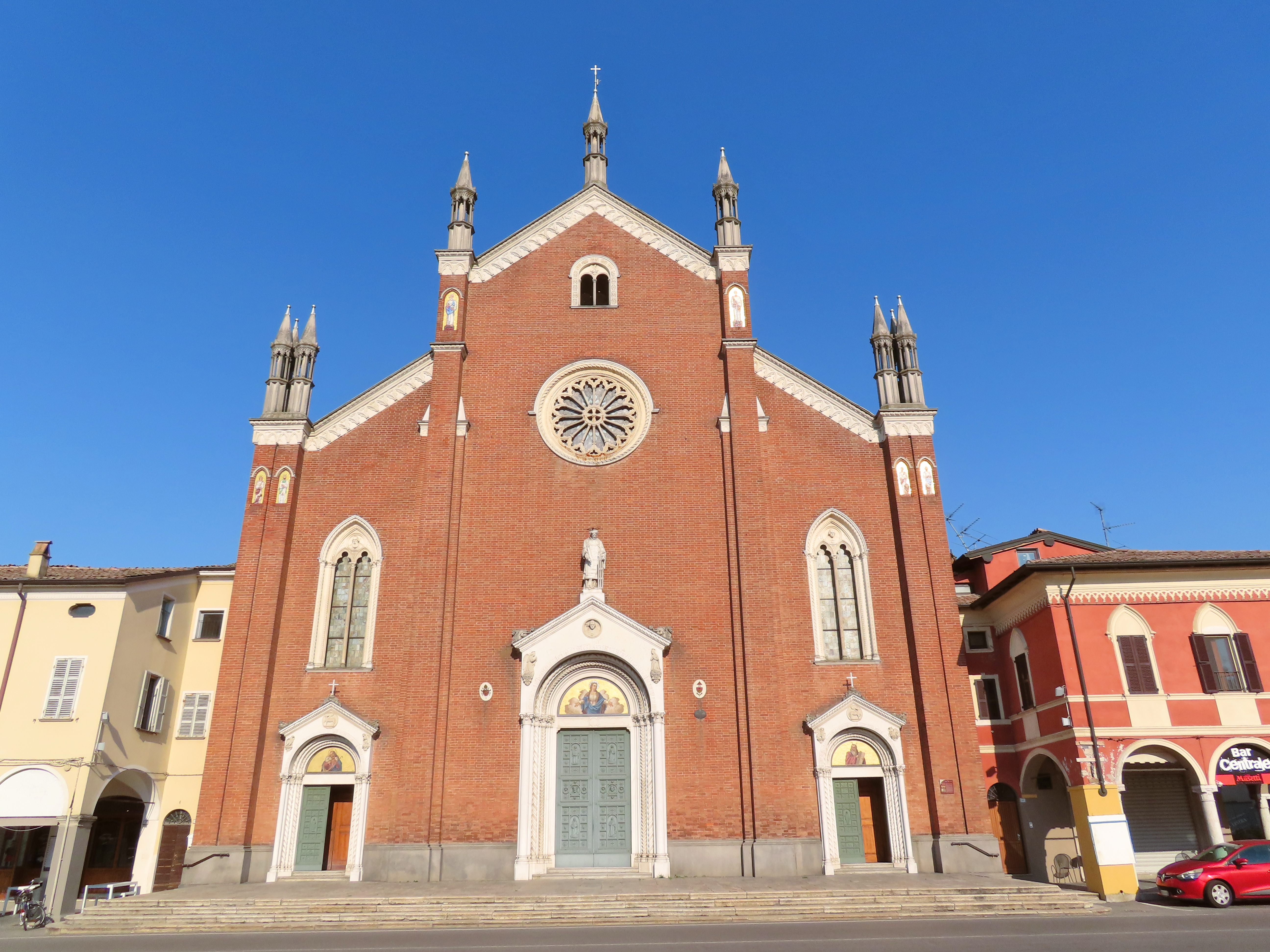
Cortemaggiore, Basilica di Santa Maria delle Grazie

Ginevra Bentivoglio (Bologna, 1493 – Cortemaggiore, 20 luglio 1524) è stata una nobildonna italiana.

## Biografia
Era figlia del condottiero Ercole Bentivoglio, signore di Bologna e di Barbara Torelli.
Dopo la confisca nel 1516 dei beni del secondo marito Manfredo, che fu al soldo del duca di Milano Massimiliano Sforza, da parte del re di Francia Francesco I, vittorioso nella battaglia di Marignano, Ginevra godette degli alimenti assegnati dal re.
Testò il 20 luglio 1524 e volle essere sepolta nella basilica di Santa Maria delle Grazie a Cortemaggiore.

## Discendenza
Sposò in prime nozze il 4 agosto 1507 Galeazzo Sforza (1469-1515), signore di Pesaro, da cui non ebbe figli, e in seconde nozze Manfredo Pallavicino (?-1521) di Cortemaggiore, partigiano degli Sforza, da cui ebbe i figli Ercole e Sforza.

## Ascendenza
|                                               |                                                   |                                                       | Genitori                                               |  |  | Nonni |  |  | Bisnonni           |  |  | Trisnonni                                  |  |
|                                               |                                                   |                                                       |                                                        |  |  |       |  |  | Ercole Bentivoglio |  |  | Giovanni I Bentivoglio, signore di Bologna |  |
|                                               |                                                   |                                                       |                                                        |  |  |       |  |  | Ercole Bentivoglio |  |  | Giovanni I Bentivoglio, signore di Bologna |  |
|                                               |                                                   | Elisabetta da Castel San Pietro                       |                                                        |  |  |       |  |  | Ercole Bentivoglio |  |  |                                            |  |
| Sante Bentivoglio, signore di Bologna         |                                                   |                                                       |                                                        |  |  |       |  |  | Ercole Bentivoglio |  |  |                                            |  |
|                                               |                                                   | …                                                     | …                                                      |  |  |       |  |  |                    |  |  |                                            |  |
|                                               |                                                   | …                                                     | …                                                      |  |  |       |  |  |                    |  |  |                                            |  |
|                                               |                                                   | …                                                     | …                                                      |  |  |       |  |  |                    |  |  |                                            |  |
| Ercole Bentivoglio                            |                                                   | …                                                     |                                                        |  |  |       |  |  |                    |  |  |                                            |  |
|                                               |                                                   | Alessandro Sforza, signore di Pesaro                  | Giacomo "Muzio" Attendolo "Sforza", conte di Cotignola |  |  |       |  |  |                    |  |  |                                            |  |
|                                               |                                                   | Alessandro Sforza, signore di Pesaro                  | Giacomo "Muzio" Attendolo "Sforza", conte di Cotignola |  |  |       |  |  |                    |  |  |                                            |  |
|                                               |                                                   | Alessandro Sforza, signore di Pesaro                  | Lucia Terzani                                          |  |  |       |  |  |                    |  |  |                                            |  |
| Ginevra Sforza                                |                                                   | Alessandro Sforza, signore di Pesaro                  |                                                        |  |  |       |  |  |                    |  |  |                                            |  |
|                                               |                                                   | …                                                     | …                                                      |  |  |       |  |  |                    |  |  |                                            |  |
|                                               |                                                   | …                                                     | …                                                      |  |  |       |  |  |                    |  |  |                                            |  |
|                                               |                                                   | …                                                     | …                                                      |  |  |       |  |  |                    |  |  |                                            |  |
| Ginevra Bentivoglio                           |                                                   | …                                                     |                                                        |  |  |       |  |  |                    |  |  |                                            |  |
|                                               | Cristoforo I Torelli, II conte di Montechiarugolo | Guido Torelli, I conte di Guastalla e Montechiarugolo |                                                        |  |  |       |  |  |                    |  |  |                                            |  |
|                                               | Cristoforo I Torelli, II conte di Montechiarugolo | Guido Torelli, I conte di Guastalla e Montechiarugolo |                                                        |  |  |       |  |  |                    |  |  |                                            |  |
|                                               | Cristoforo I Torelli, II conte di Montechiarugolo | Orsina Visconti                                       |                                                        |  |  |       |  |  |                    |  |  |                                            |  |
| Marsilio Torelli, IV conte di Montechiarugolo | Cristoforo I Torelli, II conte di Montechiarugolo |                                                       |                                                        |  |  |       |  |  |                    |  |  |                                            |  |
|                                               |                                                   | Taddea Pio                                            | Marco I Pio, V signore di Carpi                        |  |  |       |  |  |                    |  |  |                                            |  |
|                                               |                                                   | Taddea Pio                                            | Marco I Pio, V signore di Carpi                        |  |  |       |  |  |                    |  |  |                                            |  |
|                                               |                                                   | Taddea Pio                                            | Taddea de' Roberti                                     |  |  |       |  |  |                    |  |  |                                            |  |
| Barbara Torelli                               |                                                   | Taddea Pio                                            |                                                        |  |  |       |  |  |                    |  |  |                                            |  |
|                                               |                                                   | Francesco Secco, II conte di Calcio                   | Giacomo, I conte di Calcio                             |  |  |       |  |  |                    |  |  |                                            |  |
|                                               |                                                   | Francesco Secco, II conte di Calcio                   | Giacomo, I conte di Calcio                             |  |  |       |  |  |                    |  |  |                                            |  |
|                                               |                                                   | Francesco Secco, II conte di Calcio                   | Luchina del Cerro, contessa di Cervia                  |  |  |       |  |  |                    |  |  |                                            |  |
| Paola Secco                                   |                                                   | Francesco Secco, II conte di Calcio                   |                                                        |  |  |       |  |  |                    |  |  |                                            |  |
|                                               |                                                   | Caterina Gonzaga                                      | Ludovico III Gonzaga, II marchese di Mantova           |  |  |       |  |  |                    |  |  |                                            |  |
|                                               |                                                   | Caterina Gonzaga                                      | Ludovico III Gonzaga, II marchese di Mantova           |  |  |       |  |  |                    |  |  |                                            |  |
|                                               |                                                   | Caterina Gonzaga                                      | …                                                      |  |  |       |  |  |                    |  |  |                                            |  |
|                                               |                                                   | Caterina Gonzaga                                      |                                                        |  |  |       |  |  |                    |  |  |                                            |  |

## Omaggi poetici e letterari
Il poeta Matteo Bandello ha dedicato a Ginevra Bentivoglio Pallavicino la Novella XXXV della Terza parte (1554).